# Вторая лига Болгарии по футболу
Профессиональная футбольная группа «Б» создана по решению Исполнительного комитета БФС перед началом сезона 2003/2004. Она продолжила традиции вторых по значимости клубных соревнований Болгарии в прошлом: Первая профессиональная футбольная лига (2001—2003), Вторая профессиональная футбольная группа (2000—2001), «Б» республиканская футбольная группа и различные другие «Б» футбольные группы (1950—2000). Перед сезоном 2005/2006 на месте ПФГ «Б» были созданы две футбольные группы: Восточная профессиональная футбольная группа «Б» и Западная профессиональная футбольная группа «Б».

## История
Попытки сформировать лигу на втором уровне болгарского футбола предпринимались до 1948 года. В период с 1937 по 1940 год, когда в Болгарии была создана Национальная футбольная дивизион, предпринимались попытки создать Северную и Южную дивизион.
«Б» РФГ, Вторая группа, Первая лига и «Б» ПФГ признаны футбольной историей и статистикой как группа «Б» - второй уровень в чемпионате Болгарии с 1950 по 2016 год.

### «Б» Республиканская футбольная группа
В 1950 году стартовал первый чемпионат «Б» РФГ. Он состоит из 2 групп - Северной «Б» РФГ и южной «Б» РФГ. В них принимают участие 10 клубов.
Северная «Б» РФГ: Торпедо (Русе), Динамо (Плевен), Динамо (Варна), Строител (Шумен), Бенковски (Видин), Локомотив (Горна Оряховица), Строител (Свиштов), Динамо (Враца), Червено знаме ( Павликени), Червено знаме (Силистра).
Южная «Б» РФГ: Спартак (София), Рилски спортист (Самоков), Локомотив (Стара Загора), Торпедо (Димитровград), Строител (Бургас), Динамо (Пазарджик), Динамо (Пловдив), Торпедо (Хасково), Динамо (Ямбол), Ботев (Благоевград).
Первыми чемпионами «Б» РФГ стали Торпедо (Русе) и Спартак (София).
В сезоне 1951 года была только одна группа - Объединенная «Б» РФГ с 12 командами. Регламент на сезон интересен. В «A» РФГ напрямую выходит первая команда с лучшим рейтингом из Софии и две лучшие команды из-за пределов столицы. Команда из Софии, занявшая второе место в рейтинге, сыграет в плей-офф, чтобы войти/остаться в «А» РФГ со второй командой из Софии в рейтинге «А» РФГ. Впрочем, это правило не вызывает шока, поскольку столичный Ударник и Локомотив занимают первые места в итоговой таблице, а «Локомотив» выигрывает плей-офф у Червено знаме (София) и входит в «А» РФГ.
В следующем сезоне 1952 года «Б» РФГ насчитывает 14 команд, а с 1953 года было решено создать пять отдельных групп - Софийская «Б» РФГ, Северо-восточная «Б» РФГ, Северо-западная «Б» РФГ, юго-восточная «Б» РФГ и Юго-Западная «Б» РФГ. В сезоне 1953 года чемпионы 5 «Б» РФГ вышли в «А» РФГ, а в сезоне 1954 года в Пловдиве был проведен отборочный турнир, в котором для повышения были выбраны трое из пяти чемпионов.
Сезон 1956 года стал самым большим продолжением «Б» РФГ. К текущим 5 группам добавились еще две - Северная «Б» РФГ и Южная «Б» РФГ. Эксперимент с семью «Б» группами только в этом сезоне. Принцип определения команд для выхода в «А» РФГ сохраняется, но в отборочный турнир попадают только первые две. Со следующего сезона 1957 года из 7 групп «Б» остаются только две - Северная и Южная, состоящие из 16 команд.
За исключением трех сезонов, периода с 1959 по 1962, когда «Б» РФГ была одним (объединенным) дивизионом, формат с двумя группами сохранялся до 1984 года. Конечно, в эти годы количество команд, составлявших две «Б» группы различались по величине - 16, 18, 20 или 22.
Начиная с сезона 1984/85 «Б» РФГ спустя почти 20 лет снова находится в формате одной группы. До начала 90-х количество команд в группе «Б» было «привязано» к 20. Только в первом сезоне этого этапа - 1984/85 их количество было 22. В двух сезонах - 1993/94 и снова 1994/95 - снова две «Б» РФГ - Север и Юг - по 16 команд в каждой. До конца 1990-х годов группа «Б» оставалась единой, сначала с 18 командами, а затем с 16.

### Вторая профессиональная футбольная группа
В 2000 году руководство Болгарского футбольного союза изменило название группы. В соответствии с вновь созданным «А» РФГ Высшая Лига, название РФГ «Б» было изменено на Вторую профессиональную футбольную группу. Так называемые Во вторую группу вошли 18 команд вместо прежних 16 из-за сокращения состава группы «А». Чтобы снова сократить количество команд до 16, последние шесть выбывают.

### Первая профессиональная футбольная лига
Перед началом сезона 2001/02 Вторая группа была переименована в Первую профессиональную футбольную лигу. Вместо 16 команд чемпионат стартовал с 13. Локомотив (Пловдив) и Беласица (Петрич) используют лазейки в правилах и вышли в Высшую лигу - соответственно Велбажд (Кюстендил) и Хебар 1920 (Пазарджик), фактически заняли их место, что означает конец профессионального футбола в Кюстендиле и Пазарджике. Болгарский футбольный союз решил не заполнять Первую лигу другими командами вместо них. За два дня до начала сезона Несебыр отказался от участия по финансовым причинам, и поэтому в этом странном первом сезоне ППФЛ играют 13 клубов. Следующий сезон 2002/03 стартует с 16 командами. Первые три напрямую попадают в Высшую лигу, а четвертый и пятый - в плей-офф.

### Профессиональная футбольная группа «Б»
Возврат к традициям РФГ «Б» - создание в 2003 году Профессиональной футбольной группы «Б». Количество команд - 16. Правила те же - играют друг с другом дважды, без плей-офф.
Перед сезоном 2005/06 Болгарский футбольный союз решил разделить группу Б, которая тогда состояла из 16 команд, на две группы по 14 команд в каждой. Каждая команда играет 13 игр в качестве принимающей стороны и 13 в качестве гостя, причем чемпион каждой из двух групп входит в группу А в конце сезона, а две команды, занимающие вторые места, проводят друг с другом матч, чтобы определить, кто из них выиграет третье свободное место в элите. 19 мая 2008 года было принято решение увеличить количество участников в обеих группах с 14 до 16 команд.
В сезоне 2010/11 в двух группах «Б» (восточная и западная) соревнуются 12 команд, и каждая команда играет против каждой по 3 раза, 2 из них (дома и на выезде) и 1 по жребию.
С сезона 2012/13 группа «Б» снова едина.

### Вторая профессиональная футбольная лига
7 июня 2016 года название чемпионата было изменено на «Вторая профессиональная футбольная лига» после утверждения новых критериев лицензирования клубов. Каждая команда играет друг с другом дважды (один раз в качестве хозяина и один раз в качестве гостя). Команды занявшие 2-е и 3-е места, играют с командой с командами занявшие 12-е и 13-е место в Первой лиге Болгарии. Встреча проходит на нейтральной территории.

## Победители

### «Б» республиканская футбольная группа
| Год  | Победители                     | Победители                     | Победители                     | Победители                     | Победители                     | Победители                     | Победители                     | Победители                     | Победители                     | Победители                     | Победители                        | Победители                        | Победители                        | Победители                        | Победители                              | Победители                              | Победители                              | Победители                              | Победители                              | Победители                              | Победители                              | Победители                              | Победители                              | Победители                              | Победители                              | Победители                              | Победители                              | Победители                              | Победители                                    | Победители                                    | Победители                                    | Победители                                    | Победители                                    | Победители                                    | Победители                                    | Победители                                    | Победители                                    | Победители                                    | Победители                                    | Победители                                    | Победители                                    | Победители                                    | Победители                               | Победители                               | Победители                               | Победители                               | Победители                               | Победители                               | Победители                               | Победители                               | Победители                               | Победители                               | Победители                               | Победители                               | Победители                               | Победители                               | Победители                                 | Победители                                 | Победители                                 | Победители                                 | Победители                                 | Победители                                 | Победители                                 | Победители                                 | Победители                                 | Победители                                 | Победители                                 | Победители                                 | Победители                                 | Победители                                 |
| ---- | ------------------------------ | ------------------------------ | ------------------------------ | ------------------------------ | ------------------------------ | ------------------------------ | ------------------------------ | ------------------------------ | ------------------------------ | ------------------------------ | --------------------------------- | --------------------------------- | --------------------------------- | --------------------------------- | --------------------------------------- | --------------------------------------- | --------------------------------------- | --------------------------------------- | --------------------------------------- | --------------------------------------- | --------------------------------------- | --------------------------------------- | --------------------------------------- | --------------------------------------- | --------------------------------------- | --------------------------------------- | --------------------------------------- | --------------------------------------- | --------------------------------------------- | --------------------------------------------- | --------------------------------------------- | --------------------------------------------- | --------------------------------------------- | --------------------------------------------- | --------------------------------------------- | --------------------------------------------- | --------------------------------------------- | --------------------------------------------- | --------------------------------------------- | --------------------------------------------- | --------------------------------------------- | --------------------------------------------- | ---------------------------------------- | ---------------------------------------- | ---------------------------------------- | ---------------------------------------- | ---------------------------------------- | ---------------------------------------- | ---------------------------------------- | ---------------------------------------- | ---------------------------------------- | ---------------------------------------- | ---------------------------------------- | ---------------------------------------- | ---------------------------------------- | ---------------------------------------- | ------------------------------------------ | ------------------------------------------ | ------------------------------------------ | ------------------------------------------ | ------------------------------------------ | ------------------------------------------ | ------------------------------------------ | ------------------------------------------ | ------------------------------------------ | ------------------------------------------ | ------------------------------------------ | ------------------------------------------ | ------------------------------------------ | ------------------------------------------ |
| 1950 | Торпедо (Русе) Зона «Север»    | Торпедо (Русе) Зона «Север»    | Торпедо (Русе) Зона «Север»    | Торпедо (Русе) Зона «Север»    | Торпедо (Русе) Зона «Север»    | Торпедо (Русе) Зона «Север»    | Торпедо (Русе) Зона «Север»    | Торпедо (Русе) Зона «Север»    | Торпедо (Русе) Зона «Север»    | Торпедо (Русе) Зона «Север»    | Торпедо (Русе) Зона «Север»       | Торпедо (Русе) Зона «Север»       | Торпедо (Русе) Зона «Север»       | Торпедо (Русе) Зона «Север»       | Торпедо (Русе) Зона «Север»             | Торпедо (Русе) Зона «Север»             | Торпедо (Русе) Зона «Север»             | Торпедо (Русе) Зона «Север»             | Торпедо (Русе) Зона «Север»             | Торпедо (Русе) Зона «Север»             | Торпедо (Русе) Зона «Север»             | Торпедо (Русе) Зона «Север»             | Торпедо (Русе) Зона «Север»             | Торпедо (Русе) Зона «Север»             | Торпедо (Русе) Зона «Север»             | Торпедо (Русе) Зона «Север»             | Торпедо (Русе) Зона «Север»             | Торпедо (Русе) Зона «Север»             | Торпедо (Русе) Зона «Север»                   | Торпедо (Русе) Зона «Север»                   | Торпедо (Русе) Зона «Север»                   | Торпедо (Русе) Зона «Север»                   | Торпедо (Русе) Зона «Север»                   | Торпедо (Русе) Зона «Север»                   | Торпедо (Русе) Зона «Север»                   | Спартак (София) Зона «Юг»                     | Спартак (София) Зона «Юг»                     | Спартак (София) Зона «Юг»                     | Спартак (София) Зона «Юг»                     | Спартак (София) Зона «Юг»                     | Спартак (София) Зона «Юг»                     | Спартак (София) Зона «Юг»                     | Спартак (София) Зона «Юг»                | Спартак (София) Зона «Юг»                | Спартак (София) Зона «Юг»                | Спартак (София) Зона «Юг»                | Спартак (София) Зона «Юг»                | Спартак (София) Зона «Юг»                | Спартак (София) Зона «Юг»                | Спартак (София) Зона «Юг»                | Спартак (София) Зона «Юг»                | Спартак (София) Зона «Юг»                | Спартак (София) Зона «Юг»                | Спартак (София) Зона «Юг»                | Спартак (София) Зона «Юг»                | Спартак (София) Зона «Юг»                | Спартак (София) Зона «Юг»                  | Спартак (София) Зона «Юг»                  | Спартак (София) Зона «Юг»                  | Спартак (София) Зона «Юг»                  | Спартак (София) Зона «Юг»                  | Спартак (София) Зона «Юг»                  | Спартак (София) Зона «Юг»                  | Спартак (София) Зона «Юг»                  | Спартак (София) Зона «Юг»                  | Спартак (София) Зона «Юг»                  | Спартак (София) Зона «Юг»                  | Спартак (София) Зона «Юг»                  | Спартак (София) Зона «Юг»                  | Спартак (София) Зона «Юг»                  |
| 1951 | Ударник (София)                | Ударник (София)                | Ударник (София)                | Ударник (София)                | Ударник (София)                | Ударник (София)                | Ударник (София)                | Ударник (София)                | Ударник (София)                | Ударник (София)                | Ударник (София)                   | Ударник (София)                   | Ударник (София)                   | Ударник (София)                   | Ударник (София)                         | Ударник (София)                         | Ударник (София)                         | Ударник (София)                         | Ударник (София)                         | Ударник (София)                         | Ударник (София)                         | Ударник (София)                         | Ударник (София)                         | Ударник (София)                         | Ударник (София)                         | Ударник (София)                         | Ударник (София)                         | Ударник (София)                         | Ударник (София)                               | Ударник (София)                               | Ударник (София)                               | Ударник (София)                               | Ударник (София)                               | Ударник (София)                               | Ударник (София)                               | Ударник (София)                               | Ударник (София)                               | Ударник (София)                               | Ударник (София)                               | Ударник (София)                               | Ударник (София)                               | Ударник (София)                               | Ударник (София)                          | Ударник (София)                          | Ударник (София)                          | Ударник (София)                          | Ударник (София)                          | Ударник (София)                          | Ударник (София)                          | Ударник (София)                          | Ударник (София)                          | Ударник (София)                          | Ударник (София)                          | Ударник (София)                          | Ударник (София)                          | Ударник (София)                          | Ударник (София)                            | Ударник (София)                            | Ударник (София)                            | Ударник (София)                            | Ударник (София)                            | Ударник (София)                            | Ударник (София)                            | Ударник (София)                            | Ударник (София)                            | Ударник (София)                            | Ударник (София)                            | Ударник (София)                            | Ударник (София)                            | Ударник (София)                            |
| 1952 | ВВС (София)                    | ВВС (София)                    | ВВС (София)                    | ВВС (София)                    | ВВС (София)                    | ВВС (София)                    | ВВС (София)                    | ВВС (София)                    | ВВС (София)                    | ВВС (София)                    | ВВС (София)                       | ВВС (София)                       | ВВС (София)                       | ВВС (София)                       | ВВС (София)                             | ВВС (София)                             | ВВС (София)                             | ВВС (София)                             | ВВС (София)                             | ВВС (София)                             | ВВС (София)                             | ВВС (София)                             | ВВС (София)                             | ВВС (София)                             | ВВС (София)                             | ВВС (София)                             | ВВС (София)                             | ВВС (София)                             | ВВС (София)                                   | ВВС (София)                                   | ВВС (София)                                   | ВВС (София)                                   | ВВС (София)                                   | ВВС (София)                                   | ВВС (София)                                   | ВВС (София)                                   | ВВС (София)                                   | ВВС (София)                                   | ВВС (София)                                   | ВВС (София)                                   | ВВС (София)                                   | ВВС (София)                                   | ВВС (София)                              | ВВС (София)                              | ВВС (София)                              | ВВС (София)                              | ВВС (София)                              | ВВС (София)                              | ВВС (София)                              | ВВС (София)                              | ВВС (София)                              | ВВС (София)                              | ВВС (София)                              | ВВС (София)                              | ВВС (София)                              | ВВС (София)                              | ВВС (София)                                | ВВС (София)                                | ВВС (София)                                | ВВС (София)                                | ВВС (София)                                | ВВС (София)                                | ВВС (София)                                | ВВС (София)                                | ВВС (София)                                | ВВС (София)                                | ВВС (София)                                | ВВС (София)                                | ВВС (София)                                | ВВС (София)                                |
| 1953 | Завод 12 (София) Зона «София»  | Завод 12 (София) Зона «София»  | Завод 12 (София) Зона «София»  | Завод 12 (София) Зона «София»  | Завод 12 (София) Зона «София»  | Завод 12 (София) Зона «София»  | Завод 12 (София) Зона «София»  | Завод 12 (София) Зона «София»  | Завод 12 (София) Зона «София»  | Завод 12 (София) Зона «София»  | Завод 12 (София) Зона «София»     | Завод 12 (София) Зона «София»     | Завод 12 (София) Зона «София»     | Завод 12 (София) Зона «София»     | Спартак (Варна) Зона «Северо-восток»    | Спартак (Варна) Зона «Северо-восток»    | Спартак (Варна) Зона «Северо-восток»    | Спартак (Варна) Зона «Северо-восток»    | Спартак (Варна) Зона «Северо-восток»    | Спартак (Варна) Зона «Северо-восток»    | Спартак (Варна) Зона «Северо-восток»    | Спартак (Варна) Зона «Северо-восток»    | Спартак (Варна) Зона «Северо-восток»    | Спартак (Варна) Зона «Северо-восток»    | Спартак (Варна) Зона «Северо-восток»    | Спартак (Варна) Зона «Северо-восток»    | Спартак (Варна) Зона «Северо-восток»    | Спартак (Варна) Зона «Северо-восток»    | Торпедо (Плевен) Зона «Северо-запад»          | Торпедо (Плевен) Зона «Северо-запад»          | Торпедо (Плевен) Зона «Северо-запад»          | Торпедо (Плевен) Зона «Северо-запад»          | Торпедо (Плевен) Зона «Северо-запад»          | Торпедо (Плевен) Зона «Северо-запад»          | Торпедо (Плевен) Зона «Северо-запад»          | Торпедо (Плевен) Зона «Северо-запад»          | Торпедо (Плевен) Зона «Северо-запад»          | Торпедо (Плевен) Зона «Северо-запад»          | Торпедо (Плевен) Зона «Северо-запад»          | Торпедо (Плевен) Зона «Северо-запад»          | Торпедо (Плевен) Зона «Северо-запад»          | Торпедо (Плевен) Зона «Северо-запад»          | Ударник (Стара-Загора) Зона «Юго-восток» | Ударник (Стара-Загора) Зона «Юго-восток» | Ударник (Стара-Загора) Зона «Юго-восток» | Ударник (Стара-Загора) Зона «Юго-восток» | Ударник (Стара-Загора) Зона «Юго-восток» | Ударник (Стара-Загора) Зона «Юго-восток» | Ударник (Стара-Загора) Зона «Юго-восток» | Ударник (Стара-Загора) Зона «Юго-восток» | Ударник (Стара-Загора) Зона «Юго-восток» | Ударник (Стара-Загора) Зона «Юго-восток» | Ударник (Стара-Загора) Зона «Юго-восток» | Ударник (Стара-Загора) Зона «Юго-восток» | Ударник (Стара-Загора) Зона «Юго-восток» | Ударник (Стара-Загора) Зона «Юго-восток» | Червено Знаме (Кюстендил) Зона «Юго-запад» | Червено Знаме (Кюстендил) Зона «Юго-запад» | Червено Знаме (Кюстендил) Зона «Юго-запад» | Червено Знаме (Кюстендил) Зона «Юго-запад» | Червено Знаме (Кюстендил) Зона «Юго-запад» | Червено Знаме (Кюстендил) Зона «Юго-запад» | Червено Знаме (Кюстендил) Зона «Юго-запад» | Червено Знаме (Кюстендил) Зона «Юго-запад» | Червено Знаме (Кюстендил) Зона «Юго-запад» | Червено Знаме (Кюстендил) Зона «Юго-запад» | Червено Знаме (Кюстендил) Зона «Юго-запад» | Червено Знаме (Кюстендил) Зона «Юго-запад» | Червено Знаме (Кюстендил) Зона «Юго-запад» | Червено Знаме (Кюстендил) Зона «Юго-запад» |
| 1954 | ВВС (София) Зона «София»       | ВВС (София) Зона «София»       | ВВС (София) Зона «София»       | ВВС (София) Зона «София»       | ВВС (София) Зона «София»       | ВВС (София) Зона «София»       | ВВС (София) Зона «София»       | ВВС (София) Зона «София»       | ВВС (София) Зона «София»       | ВВС (София) Зона «София»       | ВВС (София) Зона «София»          | ВВС (София) Зона «София»          | ВВС (София) Зона «София»          | ВВС (София) Зона «София»          | Спартак (Русе) Зона «Северо-восток»     | Спартак (Русе) Зона «Северо-восток»     | Спартак (Русе) Зона «Северо-восток»     | Спартак (Русе) Зона «Северо-восток»     | Спартак (Русе) Зона «Северо-восток»     | Спартак (Русе) Зона «Северо-восток»     | Спартак (Русе) Зона «Северо-восток»     | Спартак (Русе) Зона «Северо-восток»     | Спартак (Русе) Зона «Северо-восток»     | Спартак (Русе) Зона «Северо-восток»     | Спартак (Русе) Зона «Северо-восток»     | Спартак (Русе) Зона «Северо-восток»     | Спартак (Русе) Зона «Северо-восток»     | Спартак (Русе) Зона «Северо-восток»     | Червено Знаме (Павликени) Зона «Северо-запад» | Червено Знаме (Павликени) Зона «Северо-запад» | Червено Знаме (Павликени) Зона «Северо-запад» | Червено Знаме (Павликени) Зона «Северо-запад» | Червено Знаме (Павликени) Зона «Северо-запад» | Червено Знаме (Павликени) Зона «Северо-запад» | Червено Знаме (Павликени) Зона «Северо-запад» | Червено Знаме (Павликени) Зона «Северо-запад» | Червено Знаме (Павликени) Зона «Северо-запад» | Червено Знаме (Павликени) Зона «Северо-запад» | Червено Знаме (Павликени) Зона «Северо-запад» | Червено Знаме (Павликени) Зона «Северо-запад» | Червено Знаме (Павликени) Зона «Северо-запад» | Червено Знаме (Павликени) Зона «Северо-запад» | ДНА (Пловдив) Зона «Юго-восток»          | ДНА (Пловдив) Зона «Юго-восток»          | ДНА (Пловдив) Зона «Юго-восток»          | ДНА (Пловдив) Зона «Юго-восток»          | ДНА (Пловдив) Зона «Юго-восток»          | ДНА (Пловдив) Зона «Юго-восток»          | ДНА (Пловдив) Зона «Юго-восток»          | ДНА (Пловдив) Зона «Юго-восток»          | ДНА (Пловдив) Зона «Юго-восток»          | ДНА (Пловдив) Зона «Юго-восток»          | ДНА (Пловдив) Зона «Юго-восток»          | ДНА (Пловдив) Зона «Юго-восток»          | ДНА (Пловдив) Зона «Юго-восток»          | ДНА (Пловдив) Зона «Юго-восток»          | Червено Знаме (Радомир) Зона «Юго-запад»   | Червено Знаме (Радомир) Зона «Юго-запад»   | Червено Знаме (Радомир) Зона «Юго-запад»   | Червено Знаме (Радомир) Зона «Юго-запад»   | Червено Знаме (Радомир) Зона «Юго-запад»   | Червено Знаме (Радомир) Зона «Юго-запад»   | Червено Знаме (Радомир) Зона «Юго-запад»   | Червено Знаме (Радомир) Зона «Юго-запад»   | Червено Знаме (Радомир) Зона «Юго-запад»   | Червено Знаме (Радомир) Зона «Юго-запад»   | Червено Знаме (Радомир) Зона «Юго-запад»   | Червено Знаме (Радомир) Зона «Юго-запад»   | Червено Знаме (Радомир) Зона «Юго-запад»   | Червено Знаме (Радомир) Зона «Юго-запад»   |
| 1955 | Спартак (София) Зона «София»   | Спартак (София) Зона «София»   | Спартак (София) Зона «София»   | Спартак (София) Зона «София»   | Спартак (София) Зона «София»   | Спартак (София) Зона «София»   | Спартак (София) Зона «София»   | Спартак (София) Зона «София»   | Спартак (София) Зона «София»   | Спартак (София) Зона «София»   | Спартак (София) Зона «София»      | Спартак (София) Зона «София»      | Спартак (София) Зона «София»      | Спартак (София) Зона «София»      | Септември (Добрич) Зона «Северо-восток» | Септември (Добрич) Зона «Северо-восток» | Септември (Добрич) Зона «Северо-восток» | Септември (Добрич) Зона «Северо-восток» | Септември (Добрич) Зона «Северо-восток» | Септември (Добрич) Зона «Северо-восток» | Септември (Добрич) Зона «Северо-восток» | Септември (Добрич) Зона «Северо-восток» | Септември (Добрич) Зона «Северо-восток» | Септември (Добрич) Зона «Северо-восток» | Септември (Добрич) Зона «Северо-восток» | Септември (Добрич) Зона «Северо-восток» | Септември (Добрич) Зона «Северо-восток» | Септември (Добрич) Зона «Северо-восток» | Червено Знаме (Видин) Зона «Северо-запад»     | Червено Знаме (Видин) Зона «Северо-запад»     | Червено Знаме (Видин) Зона «Северо-запад»     | Червено Знаме (Видин) Зона «Северо-запад»     | Червено Знаме (Видин) Зона «Северо-запад»     | Червено Знаме (Видин) Зона «Северо-запад»     | Червено Знаме (Видин) Зона «Северо-запад»     | Червено Знаме (Видин) Зона «Северо-запад»     | Червено Знаме (Видин) Зона «Северо-запад»     | Червено Знаме (Видин) Зона «Северо-запад»     | Червено Знаме (Видин) Зона «Северо-запад»     | Червено Знаме (Видин) Зона «Северо-запад»     | Червено Знаме (Видин) Зона «Северо-запад»     | Червено Знаме (Видин) Зона «Северо-запад»     | Динамо (Пловдив) Зона «Юго-восток»       | Динамо (Пловдив) Зона «Юго-восток»       | Динамо (Пловдив) Зона «Юго-восток»       | Динамо (Пловдив) Зона «Юго-восток»       | Динамо (Пловдив) Зона «Юго-восток»       | Динамо (Пловдив) Зона «Юго-восток»       | Динамо (Пловдив) Зона «Юго-восток»       | Динамо (Пловдив) Зона «Юго-восток»       | Динамо (Пловдив) Зона «Юго-восток»       | Динамо (Пловдив) Зона «Юго-восток»       | Динамо (Пловдив) Зона «Юго-восток»       | Динамо (Пловдив) Зона «Юго-восток»       | Динамо (Пловдив) Зона «Юго-восток»       | Динамо (Пловдив) Зона «Юго-восток»       | Динамо (Дупница) Зона «Юго-запад»          | Динамо (Дупница) Зона «Юго-запад»          | Динамо (Дупница) Зона «Юго-запад»          | Динамо (Дупница) Зона «Юго-запад»          | Динамо (Дупница) Зона «Юго-запад»          | Динамо (Дупница) Зона «Юго-запад»          | Динамо (Дупница) Зона «Юго-запад»          | Динамо (Дупница) Зона «Юго-запад»          | Динамо (Дупница) Зона «Юго-запад»          | Динамо (Дупница) Зона «Юго-запад»          | Динамо (Дупница) Зона «Юго-запад»          | Динамо (Дупница) Зона «Юго-запад»          | Динамо (Дупница) Зона «Юго-запад»          | Динамо (Дупница) Зона «Юго-запад»          |
| 1956 | Септември (София) Зона «София» | Септември (София) Зона «София» | Септември (София) Зона «София» | Септември (София) Зона «София» | Септември (София) Зона «София» | Септември (София) Зона «София» | Септември (София) Зона «София» | Септември (София) Зона «София» | Септември (София) Зона «София» | Септември (София) Зона «София» | СКНА (Варна) Зона «Северо-восток» | СКНА (Варна) Зона «Северо-восток» | СКНА (Варна) Зона «Северо-восток» | СКНА (Варна) Зона «Северо-восток» | СКНА (Варна) Зона «Северо-восток»       | СКНА (Варна) Зона «Северо-восток»       | СКНА (Варна) Зона «Северо-восток»       | СКНА (Варна) Зона «Северо-восток»       | СКНА (Варна) Зона «Северо-восток»       | СКНА (Варна) Зона «Северо-восток»       | СКНА (Русе) Зона «Север»                | СКНА (Русе) Зона «Север»                | СКНА (Русе) Зона «Север»                | СКНА (Русе) Зона «Север»                | СКНА (Русе) Зона «Север»                | СКНА (Русе) Зона «Север»                | СКНА (Русе) Зона «Север»                | СКНА (Русе) Зона «Север»                | СКНА (Русе) Зона «Север»                      | СКНА (Русе) Зона «Север»                      | Локомотив (Лом) Зона «Северо-запад»           | Локомотив (Лом) Зона «Северо-запад»           | Локомотив (Лом) Зона «Северо-запад»           | Локомотив (Лом) Зона «Северо-запад»           | Локомотив (Лом) Зона «Северо-запад»           | Локомотив (Лом) Зона «Северо-запад»           | Локомотив (Лом) Зона «Северо-запад»           | Локомотив (Лом) Зона «Северо-запад»           | Локомотив (Лом) Зона «Северо-запад»           | Локомотив (Лом) Зона «Северо-запад»           | Ударник (Стара-Загора) Зона «Юго-восток»      | Ударник (Стара-Загора) Зона «Юго-восток»      | Ударник (Стара-Загора) Зона «Юго-восток» | Ударник (Стара-Загора) Зона «Юго-восток» | Ударник (Стара-Загора) Зона «Юго-восток» | Ударник (Стара-Загора) Зона «Юго-восток» | Ударник (Стара-Загора) Зона «Юго-восток» | Ударник (Стара-Загора) Зона «Юго-восток» | Ударник (Стара-Загора) Зона «Юго-восток» | Ударник (Стара-Загора) Зона «Юго-восток» | Локомотив (Пловдив) Зона «Юг»            | Локомотив (Пловдив) Зона «Юг»            | Локомотив (Пловдив) Зона «Юг»            | Локомотив (Пловдив) Зона «Юг»            | Локомотив (Пловдив) Зона «Юг»            | Локомотив (Пловдив) Зона «Юг»            | Локомотив (Пловдив) Зона «Юг»              | Локомотив (Пловдив) Зона «Юг»              | Локомотив (Пловдив) Зона «Юг»              | Локомотив (Пловдив) Зона «Юг»              | Червено Знаме (Дупница) Зона «Юго-запад»   | Червено Знаме (Дупница) Зона «Юго-запад»   | Червено Знаме (Дупница) Зона «Юго-запад»   | Червено Знаме (Дупница) Зона «Юго-запад»   | Червено Знаме (Дупница) Зона «Юго-запад»   | Червено Знаме (Дупница) Зона «Юго-запад»   | Червено Знаме (Дупница) Зона «Юго-запад»   | Червено Знаме (Дупница) Зона «Юго-запад»   | Червено Знаме (Дупница) Зона «Юго-запад»   | Червено Знаме (Дупница) Зона «Юго-запад»   |
| 1957 | Дунав (Русе) Зона «Север»      | Дунав (Русе) Зона «Север»      | Дунав (Русе) Зона «Север»      | Дунав (Русе) Зона «Север»      | Дунав (Русе) Зона «Север»      | Дунав (Русе) Зона «Север»      | Дунав (Русе) Зона «Север»      | Дунав (Русе) Зона «Север»      | Дунав (Русе) Зона «Север»      | Дунав (Русе) Зона «Север»      | Дунав (Русе) Зона «Север»         | Дунав (Русе) Зона «Север»         | Дунав (Русе) Зона «Север»         | Дунав (Русе) Зона «Север»         | Дунав (Русе) Зона «Север»               | Дунав (Русе) Зона «Север»               | Дунав (Русе) Зона «Север»               | Дунав (Русе) Зона «Север»               | Дунав (Русе) Зона «Север»               | Дунав (Русе) Зона «Север»               | Дунав (Русе) Зона «Север»               | Дунав (Русе) Зона «Север»               | Дунав (Русе) Зона «Север»               | Дунав (Русе) Зона «Север»               | Дунав (Русе) Зона «Север»               | Дунав (Русе) Зона «Север»               | Дунав (Русе) Зона «Север»               | Дунав (Русе) Зона «Север»               | Дунав (Русе) Зона «Север»                     | Дунав (Русе) Зона «Север»                     | Дунав (Русе) Зона «Север»                     | Дунав (Русе) Зона «Север»                     | Дунав (Русе) Зона «Север»                     | Дунав (Русе) Зона «Север»                     | Дунав (Русе) Зона «Север»                     | Ботев (Стара-Загора) Зона «Юг»                | Ботев (Стара-Загора) Зона «Юг»                | Ботев (Стара-Загора) Зона «Юг»                | Ботев (Стара-Загора) Зона «Юг»                | Ботев (Стара-Загора) Зона «Юг»                | Ботев (Стара-Загора) Зона «Юг»                | Ботев (Стара-Загора) Зона «Юг»                | Ботев (Стара-Загора) Зона «Юг»           | Ботев (Стара-Загора) Зона «Юг»           | Ботев (Стара-Загора) Зона «Юг»           | Ботев (Стара-Загора) Зона «Юг»           | Ботев (Стара-Загора) Зона «Юг»           | Ботев (Стара-Загора) Зона «Юг»           | Ботев (Стара-Загора) Зона «Юг»           | Ботев (Стара-Загора) Зона «Юг»           | Ботев (Стара-Загора) Зона «Юг»           | Ботев (Стара-Загора) Зона «Юг»           | Ботев (Стара-Загора) Зона «Юг»           | Ботев (Стара-Загора) Зона «Юг»           | Ботев (Стара-Загора) Зона «Юг»           | Ботев (Стара-Загора) Зона «Юг»           | Ботев (Стара-Загора) Зона «Юг»             | Ботев (Стара-Загора) Зона «Юг»             | Ботев (Стара-Загора) Зона «Юг»             | Ботев (Стара-Загора) Зона «Юг»             | Ботев (Стара-Загора) Зона «Юг»             | Ботев (Стара-Загора) Зона «Юг»             | Ботев (Стара-Загора) Зона «Юг»             | Ботев (Стара-Загора) Зона «Юг»             | Ботев (Стара-Загора) Зона «Юг»             | Ботев (Стара-Загора) Зона «Юг»             | Ботев (Стара-Загора) Зона «Юг»             | Ботев (Стара-Загора) Зона «Юг»             | Ботев (Стара-Загора) Зона «Юг»             | Ботев (Стара-Загора) Зона «Юг»             |
| 1958 | Спартак (София) Зона «Север»   | Спартак (София) Зона «Север»   | Спартак (София) Зона «Север»   | Спартак (София) Зона «Север»   | Спартак (София) Зона «Север»   | Спартак (София) Зона «Север»   | Спартак (София) Зона «Север»   | Спартак (София) Зона «Север»   | Спартак (София) Зона «Север»   | Спартак (София) Зона «Север»   | Спартак (София) Зона «Север»      | Спартак (София) Зона «Север»      | Спартак (София) Зона «Север»      | Спартак (София) Зона «Север»      | Спартак (София) Зона «Север»            | Спартак (София) Зона «Север»            | Спартак (София) Зона «Север»            | Спартак (София) Зона «Север»            | Спартак (София) Зона «Север»            | Спартак (София) Зона «Север»            | Спартак (София) Зона «Север»            | Спартак (София) Зона «Север»            | Спартак (София) Зона «Север»            | Спартак (София) Зона «Север»            | Спартак (София) Зона «Север»            | Спартак (София) Зона «Север»            | Спартак (София) Зона «Север»            | Спартак (София) Зона «Север»            | Спартак (София) Зона «Север»                  | Спартак (София) Зона «Север»                  | Спартак (София) Зона «Север»                  | Спартак (София) Зона «Север»                  | Спартак (София) Зона «Север»                  | Спартак (София) Зона «Север»                  | Спартак (София) Зона «Север»                  | Марек (Дупница) Зона «Юг»                     | Марек (Дупница) Зона «Юг»                     | Марек (Дупница) Зона «Юг»                     | Марек (Дупница) Зона «Юг»                     | Марек (Дупница) Зона «Юг»                     | Марек (Дупница) Зона «Юг»                     | Марек (Дупница) Зона «Юг»                     | Марек (Дупница) Зона «Юг»                | Марек (Дупница) Зона «Юг»                | Марек (Дупница) Зона «Юг»                | Марек (Дупница) Зона «Юг»                | Марек (Дупница) Зона «Юг»                | Марек (Дупница) Зона «Юг»                | Марек (Дупница) Зона «Юг»                | Марек (Дупница) Зона «Юг»                | Марек (Дупница) Зона «Юг»                | Марек (Дупница) Зона «Юг»                | Марек (Дупница) Зона «Юг»                | Марек (Дупница) Зона «Юг»                | Марек (Дупница) Зона «Юг»                | Марек (Дупница) Зона «Юг»                | Марек (Дупница) Зона «Юг»                  | Марек (Дупница) Зона «Юг»                  | Марек (Дупница) Зона «Юг»                  | Марек (Дупница) Зона «Юг»                  | Марек (Дупница) Зона «Юг»                  | Марек (Дупница) Зона «Юг»                  | Марек (Дупница) Зона «Юг»                  | Марек (Дупница) Зона «Юг»                  | Марек (Дупница) Зона «Юг»                  | Марек (Дупница) Зона «Юг»                  | Марек (Дупница) Зона «Юг»                  | Марек (Дупница) Зона «Юг»                  | Марек (Дупница) Зона «Юг»                  | Марек (Дупница) Зона «Юг»                  |
| 1959 | Спартак (София) Зона «Север»   | Спартак (София) Зона «Север»   | Спартак (София) Зона «Север»   | Спартак (София) Зона «Север»   | Спартак (София) Зона «Север»   | Спартак (София) Зона «Север»   | Спартак (София) Зона «Север»   | Спартак (София) Зона «Север»   | Спартак (София) Зона «Север»   | Спартак (София) Зона «Север»   | Спартак (София) Зона «Север»      | Спартак (София) Зона «Север»      | Спартак (София) Зона «Север»      | Спартак (София) Зона «Север»      | Спартак (София) Зона «Север»            | Спартак (София) Зона «Север»            | Спартак (София) Зона «Север»            | Спартак (София) Зона «Север»            | Спартак (София) Зона «Север»            | Спартак (София) Зона «Север»            | Спартак (София) Зона «Север»            | Спартак (София) Зона «Север»            | Спартак (София) Зона «Север»            | Спартак (София) Зона «Север»            | Спартак (София) Зона «Север»            | Спартак (София) Зона «Север»            | Спартак (София) Зона «Север»            | Спартак (София) Зона «Север»            | Спартак (София) Зона «Север»                  | Спартак (София) Зона «Север»                  | Спартак (София) Зона «Север»                  | Спартак (София) Зона «Север»                  | Спартак (София) Зона «Север»                  | Спартак (София) Зона «Север»                  | Спартак (София) Зона «Север»                  | Септември (София) Зона «Юг»                   | Септември (София) Зона «Юг»                   | Септември (София) Зона «Юг»                   | Септември (София) Зона «Юг»                   | Септември (София) Зона «Юг»                   | Септември (София) Зона «Юг»                   | Септември (София) Зона «Юг»                   | Септември (София) Зона «Юг»              | Септември (София) Зона «Юг»              | Септември (София) Зона «Юг»              | Септември (София) Зона «Юг»              | Септември (София) Зона «Юг»              | Септември (София) Зона «Юг»              | Септември (София) Зона «Юг»              | Септември (София) Зона «Юг»              | Септември (София) Зона «Юг»              | Септември (София) Зона «Юг»              | Септември (София) Зона «Юг»              | Септември (София) Зона «Юг»              | Септември (София) Зона «Юг»              | Септември (София) Зона «Юг»              | Септември (София) Зона «Юг»                | Септември (София) Зона «Юг»                | Септември (София) Зона «Юг»                | Септември (София) Зона «Юг»                | Септември (София) Зона «Юг»                | Септември (София) Зона «Юг»                | Септември (София) Зона «Юг»                | Септември (София) Зона «Юг»                | Септември (София) Зона «Юг»                | Септември (София) Зона «Юг»                | Септември (София) Зона «Юг»                | Септември (София) Зона «Юг»                | Септември (София) Зона «Юг»                | Септември (София) Зона «Юг»                |

### Вторая профессиональная футбольная группа
| Год  | Победитель         |
| ---- | ------------------ |
| 2000 | Черно Море (Варна) |

### Первая профессиональная футбольная лига
| Год  | Победитель                |
| ---- | ------------------------- |
| 2001 | Спартак (Плевен)          |
| 2002 | Рилски спортист (Самоков) |

### Профессиональная футбольная группа «Б»
| Год  | Победители                        | Победители                             |
| ---- | --------------------------------- | -------------------------------------- |
| 2003 | Родопа (Смолян)                   | Родопа (Смолян)                        |
| 2004 | Берое (Стара Загора)              | Берое (Стара Загора)                   |
| 2005 | Вихрен (Сандански)                | Вихрен (Сандански)                     |
| 2006 | Спартак (Варна) Зона «Восток»     | Рилски спортист (Самоков) Зона «Запад» |
| 2007 | Черноморец (Бургас) Зона «Восток» | Пирин (Благоевград) Зона «Запад»       |
| 2008 | Сливен 2000 Зона «Восток»         | Локомотив (Мездра) Зона «Запад»        |
| 2009 | Берое Зона «Восток»               | Монтана Зона «Запад»                   |
| 2010 | Калиакра Зона «Восток»            | Видима-Раковски Зона «Запад»           |
| 2011 | Лудогорец Зона «Восток»           | Ботев (Враца) Зона «Запад»             |
| 2012 | Этыр Зона «Восток»                | Пирин (Гоце-Делчев) Зона «Запад»       |
| 2013 | Нефтохимик                        | Нефтохимик                             |
| 2014 | Марек 2010                        | Марек 2010                             |
| 2015 | Монтана                           | Монтана                                |
| 2016 | Дунав                             | Дунав                                  |
| 2017 | Этыр (Велико-Тырново)             | Этыр (Велико-Тырново)                  |
| 2018 | Ботев (Враца)                     | Ботев (Враца)                          |
| 2019 | Царско село                       | Царско село                            |
| 2020 | ЦСКА 1948                         | ЦСКА 1948                              |
| 2021 | Пирин (Благоевград)               | Пирин (Благоевград)                    |
| 2022 | Септември (София)                 | Септември (София)                      |
| 2023 | ЦСКА 1948 II                      | ЦСКА 1948 II                           |

## Рекорды (1950—2007)

### Командные
- Наибольшее количество чемпионств: Берое (Стара Загора) — 8 раз (1953, 1956, 1957, 1959/60, 1970/71, 1974/75, 1982/83, 2003/04);
- Наибольшее количество проведённых сезонов: Светкавица (Тырговиште) — 44 участия;
- Наибольшее число забитых голов за один сезон: Берое (Стара Загора) — 113 (в 38 встречах сезона 1974/75);
- Наименьшее число забитых голов за один сезон: ФК Димитровград (Димитровград) —- ни одного гола (в 26 играх сезона 1952);
- Наименьшее число пропущенных за один сезон: Спартак (София) — 5 (в 15 встречах сезона 1958);
- Наибольшее число пропущенных за один сезон: Локомотив (Левски) — 113 (в 42 встречах сезона 1981/82);

### Персональные
- Больше всего матчей в чемпионате: Борис Стоянов — 544 встреч за Светкавицу (Тырговиште);
- Больше всего голов в чемпионате: Пламен Линков — 161 гол за Осам, ЛЕКС и Литекс;
- Больше всего голов за один сезон: Петко Петков (Берое) — 53 гола (сезон 1974/75).